# Lawrence v. Texas
Lawrence v. Texas (vollständig John Geddes Lawrence and Tyron Garner, Petitioners versus Texas) ist ein Gerichtsfall, der bis 2003 vor dem Obersten Gerichtshof der Vereinigten Staaten verhandelt wurde und dessen Urteil zur Aufhebung der Sodomiegesetze führte. Diese Gesetze hatten einvernehmlichen Analverkehr zwischen erwachsenen Männern unter Strafe gestellt. Analog hob das Urteil auch viele weitere Gesetze auf, die verschiedene andere einvernehmliche sexuelle Praktiken unter Strafe gestellt hatten. Dieses Urteil war für Schwule in den Vereinigten Staaten ein Meilenstein auf dem Weg zur Emanzipation.
Der Fall erregte dort enormes öffentliches Aufsehen, und eine große Zahl von Aktivisten versuchte mit Eingaben, Einfluss auf das Oberste Gericht zu nehmen. Das Urteil stieß auf starke Ablehnung heterosexistischer Kreise, aber auf große Zustimmung bei Homosexuellen, die sich von dem Urteil deutlich mehr Freiheiten erhofften.

## Vorfall
Am 17. September 1998 gegen 22:30 Uhr drangen Polizisten in die Wohnung des damals 55-jährigen weißen Medizintechnikers John Geddes Lawrence ein und fanden Lawrence selbst und den 31-jährigen schwarzen Imbissbudenverkäufer Tyron Garner. Die Polizei war durch Robert Eubanks, den gelegentlichen Partner von Lawrence, gerufen worden, der wahrheitswidrig am Notruf erzählte, dass Lawrence ihn und andere mit seinen Schusswaffen bedroht habe. Ob ein vierter Mann zeitweilig anwesend war, konnte nicht geklärt werden. Die Polizisten machten später verschiedene Aussagen, was sie genau gesehen hatten: Einer der vier Polizisten will Analverkehr zwischen Lawrence und Garner gesehen haben, einer Oralverkehr, zwei hätten keine sexuellen Kontakte bemerkt. Drei der vier Polizisten bemerkten ein obszönes Bild an der Wohnzimmerwand.
Analverkehr war in Texas zum damaligen Zeitpunkt strafbar gemäß Chapter 21, Sec. 21.06 des Texas Penal Code. Verstöße gegen das Verbot gleichgeschlechtlichen Analverkehrs wurden naturgemäß nur sehr selten von der Polizei beobachtet. Daher wurden Lawrence und Garner von den Beamten des Harris-County-Sheriff-Department festgenommen und eine Nacht im Gefängnis festgehalten. Sie kamen schließlich gegen eine Kaution von je 200 Dollar frei.
Captain Don McWilliams, ein Sprecher des Sheriff-Departments, sagte dazu: „In aller Offenheit, ich glaube nicht, dass wir jemals jemanden unter solchen Umständen festgenommen haben. Aber Gesetz ist Gesetz. Wir können unseren Beamten doch keine Liste mitgeben mit den Gesetzen, die sie durchsetzen sollen, und eine Liste mit jenen, von denen wir wollen, dass sie sie vernachlässigen.“

## Rechtsweg
Am 20. November 1998 wurde gegen Lawrence und Garner von Friedensrichter Mike Parrott jeweils eine Strafe von 125 Dollar verhängt, dagegen legten die Angeklagten Berufung beim Texas Criminal Court ein. Dort argumentierten sie, die Anklage verletze das im 14. Zusatzartikel zur Verfassung der Vereinigten Staaten garantierte Recht auf Gleichheit vor dem Gesetz, da nur homosexueller Analverkehr mit Strafe bedroht werde, nicht aber heterosexueller. Darüber hinaus beklagten die Angeklagten eine Verletzung ihres Rechts auf Privatsphäre. Das Gericht folgte dieser Argumentation nicht und verurteilte die beiden zu je 125 Dollar Strafe zuzüglich 142,25 Dollar Gerichtskosten.
Gegen dieses Urteil legten Lawrence und Garner am 4. November 1999 Berufung beim Texas Fourteenth Court of Appeals ein, wieder mit der Begründung der Verletzung des Gleichheitsgrundsatzes und der Verletzung der Privatsphäre. Die Richter John S. Anderson und Paul Murphy urteilten in einem dreiköpfigen Ausschuss zwar zugunsten der Angeklagten, aber die Gesamtheit des Richtergremiums überging diese Entscheidung und urteilte zu Ungunsten der Angeklagten.
Gegen dieses Urteil wurde am 13. April 2001 beim Texas Court of Criminal Appeals Revision eingelegt, diese wurde jedoch erneut abgelehnt. Danach kam der Fall am 16. Juli 2002 vor den Obersten Gerichtshof der Vereinigten Staaten.

### Bowers v. Hardwick
Die Entscheidungen der Untergerichte stützten sich auf eine Entscheidung des Obersten Gerichts aus dem Jahr 1986: Im Fall Bowers v. Hardwick hatte es das Sodomiegesetz von Georgia mit einer Mehrheit von fünf gegen vier Stimmen für rechtens befunden und die Berufung der Kläger auf die amerikanische Verfassung als facetious („drollig“) bezeichnet.
Dieses Grundsatzurteil in der Sache machte es für den Obersten Gerichtshof besonders schwierig, eine abweichende Entscheidung zu treffen. Einerseits würde damit die Rechtsauffassung und die Autorität des Obersten Gerichtshofes angegriffen (Stare decisis), andererseits würde möglicherweise eine Vielzahl ergangener Urteile revidiert werden müssen. Man sorgte sich daher unter anderem um den Rechtsfrieden.

## Entscheidung

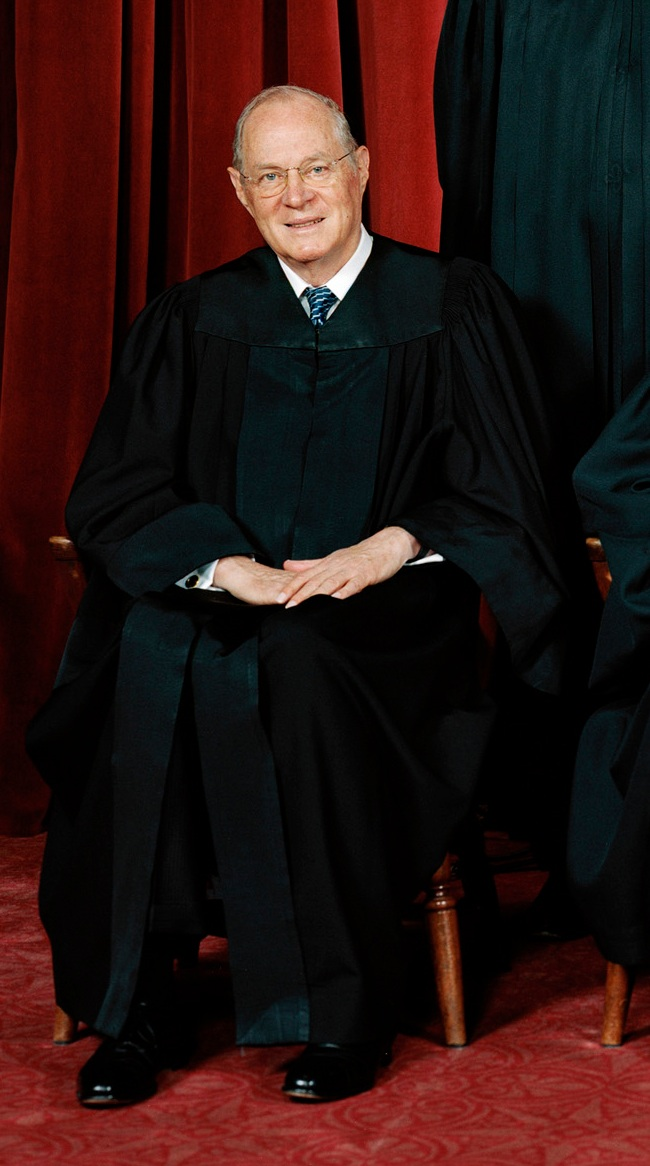
Richter Kennedy verlas die Entscheidung des Gerichts.

Am 26. Juni 2003 erklärte der Oberste Gerichtshof mit sechs zu drei Stimmen die Sodomiegesetze für ungültig. In der Begründung führte das Gericht aus, das Verbot habe das von der amerikanischen Verfassung garantierte Recht auf Privatsphäre verletzt.

### Mehrheitsmeinung
Der Mehrheitsmeinung des Gerichts, die der Richter Anthony Kennedy formulierte, schlossen sich die Richter John Paul Stevens, David Souter, Ruth Bader Ginsburg und Stephen Breyer an. Diese Mehrheitsmeinung übte hauptsächlich starke Kritik an der Beweisaufnahme im Fall Bowers v. Hardwick. Damals hatte man argumentiert, dass die Verurteilung von Homosexualität ein weit verbreiteter Konsens in der westlichen Welt und in der westlichen Geschichte gewesen sei. Kennedy trat dem entgegen und zitierte unter anderem in seiner Urteilsbegründung das Urteil im Fall Dudgeon v. United Kingdom des Europäischen Gerichtshofs für Menschenrechte von 1981, welches feststellte, dass die Strafbarkeit einvernehmlicher homosexueller Handlungen einen Verstoß gegen Artikel 8 der Europäischen Menschenrechtskonvention darstellt. Kennedy bezeichnete die Entscheidung des Obersten Gerichtshofs im Fall Bowers v. Hardwick als falsch, und zwar sowohl zum Zeitpunkt des Urteils als auch heute.
In der Mehrheitsmeinung stellte Kennedy fest, dass einvernehmliche sexuelle Handlungen unter Erwachsenen Teil jener Freiheit seien, die durch den 14. Verfassungszusatz geschützt werde. Weiterhin könne der Staat Texas keine staatlichen Interessen begründen, die ein Eindringen des Staates in das persönliche Privatleben der Menschen hätte rechtfertigen können.
Ruth Harlow, die Anwältin der Kläger, sagte in einem Interview nach der Entscheidung: „Das Gericht hat seinen Fehler von 1986 eingestanden  und zugegeben, dass die damalige Entscheidung falsch war.“ Sie betonte, dass schwule Amerikaner, wie alle anderen auch, den vollen Respekt des Staates und die gleichen verfassungsmäßigen Rechte hätten.

### Abweichendes Votum von Richterin Sandra Day O’Connor
Die Richterin Sandra Day O’Connor stimmte zwar der Entscheidung des Gerichts zu, aber mit einer anderen Begründung (sog. concurring opinion). Da sie sich im Fall Bowers v. Hardwick der Mehrheitsmeinung angeschlossen hatte, lehnte sie es ab, ihr damaliges Urteil zu revidieren, und war nicht damit einverstanden, Sexualität als Teil der verfassungsmäßig garantierten Freiheit anzuerkennen. O’Connor stützte sich stattdessen in ihrer Begründung auf das Recht auf Gleichbehandlung. Sie störte sich daran, dass das Gesetz sich nur gegen eine bestimmte Gruppe von Menschen richtete. Sie wendete sich jedoch nicht grundsätzlich gegen Gesetze, die einvernehmliche Sexualität zu regulieren versuchen, sofern diese neutral formuliert sind und nicht nur auf eine bestimmte Gruppe abzielen.

### Mindermeinung
Der konservative Richter Antonin Scalia formulierte ein Sondervotum, um seine abweichende Meinung zu dem Urteil darzulegen. Dieser Mindermeinung schlossen sich die Richter William H. Rehnquist und Clarence Thomas an. Mit scharfen Worten protestierte Scalia dagegen, die Entscheidung im Fall Bowers v. Hardwick zu revidieren. Er fürchtete, viele auf diesem Urteil basierende Entscheidungen nachgeordneter Gerichte würden durch dieses Urteil zweifelhaft. Darüber hinaus übte er Kritik, dass bestimmte formale Grundsätze der Rechtsfindung in anderen Urteilen anders angewandt worden seien.
Scalia folgte damit seiner bisherigen konservativen Linie, die Verfassung möglichst buchstabengenau auszulegen und auf die Interpretation der Verfassung im Lichte einer sich verändernden Gesellschaft zu verzichten.
Clarence Thomas kommentierte das Urteil in einer weiteren kurzen Mindermeinung. Er führte aus, dass er die Sodomiegesetze zwar für „außergewöhnlich dumm“ halte, aber letztlich nicht für verfassungswidrig. Er räumte dem Staat das Recht ein, solche Gesetze zu erlassen, wenn er auch als Mitglied der Legislative für deren Abschaffung votieren würde.

## Folgen der Entscheidung

Sodomiegesetze in den USA und wann sie abgeschafft wurden.
Abgeschafft vor 1970
Abgeschafft in der Zeit 1970–1979
Abgeschafft in der Zeit 1980–1989
Abgeschafft in der Zeit 1990–1999
Abgeschafft in der Zeit 2000–2002
Abgeschafft durch das Oberste Gericht im Jahr 2003

Zwar hatten viele amerikanische Bundesstaaten die Sodomiegesetze längst abgeschafft, teilweise schon Jahrzehnte zuvor, dennoch gab es im Jahr 2003 noch immer zahlreiche Staaten, in denen Sodomiegesetze nach wie vor gültig waren. Das waren neben Texas die Staaten Alabama, Florida, Idaho, Kansas, Louisiana, Michigan, Mississippi, Missouri (in einigen Counties), North Carolina, Oklahoma, South Carolina, Utah und Virginia. In diesen Staaten wurden die Sodomiegesetze nach dem Grundsatzurteil im Fall Texas nichtig.
Darüber hinaus gab es auch in einigen Staaten Gesetze, die nicht nur homosexuellen Analverkehr, sondern auch andere sexuelle Praktiken auch unter Heterosexuellen unter Strafe stellten, wie zum Beispiel Oralverkehr. Auch diese Gesetze waren von der Grundsatzentscheidung des Obersten Gerichts betroffen.
Im Fall Stern v. Cosby (Case 1:07-cv-08536-DC, 12. August 2009) urteilte ein Bezirksgericht in New York City, dass die Behauptung der Homosexualität einer Person per se keine üble Nachrede darstellt. Verwiesen wurde auf die veränderten Ansichten in der Gesellschaft und darauf, dass gleichgeschlechtliche Sexualität nicht mehr strafbar ist.